# Mateusz Rećko
Mateusz Rećko (ur. 30 maja 1998 w Sokółce) – polski siatkarz, grający na pozycji atakującego.
Mateusz Rećko został uznany najlepszym zawodnikiem (MVP) Tauron I Ligi (2023/2024) po jej zakończeniu, gdyż 12 razy odbierał z rąk komisarzy zawodów statuetkę MVP.
Podczas Gali Polskiej Ligi Siatkówki 2024 został wybrany najlepszym zawodnikiem (MVP) sezonu 2023/2024 Tauron I Ligi.
Zaczął grać w siatkówkę w II klasie gimnazjum. Jego rodzice uprawiali sport, tata grał w piłkę nożną, a mama jeździła na łyżwach. Dostała się do SMS-u w Zakopanem. Zawody łyżwiarskie na europejskich zmaganiach zajmowała wysokie miejsca. Od IV klasy podstawowej jeden z trenerów Mateusza nadał mu pseudonim Rekin, gdyż dobrze umiał pływać. Do MOS Woli Warszawa trafił poprzez trenera z Sokółki, który był związany w przeszłości z warszawskim klubem. Przez 5 lat jego trenerem w MOS Wola Warszawa był Konrad Cop.

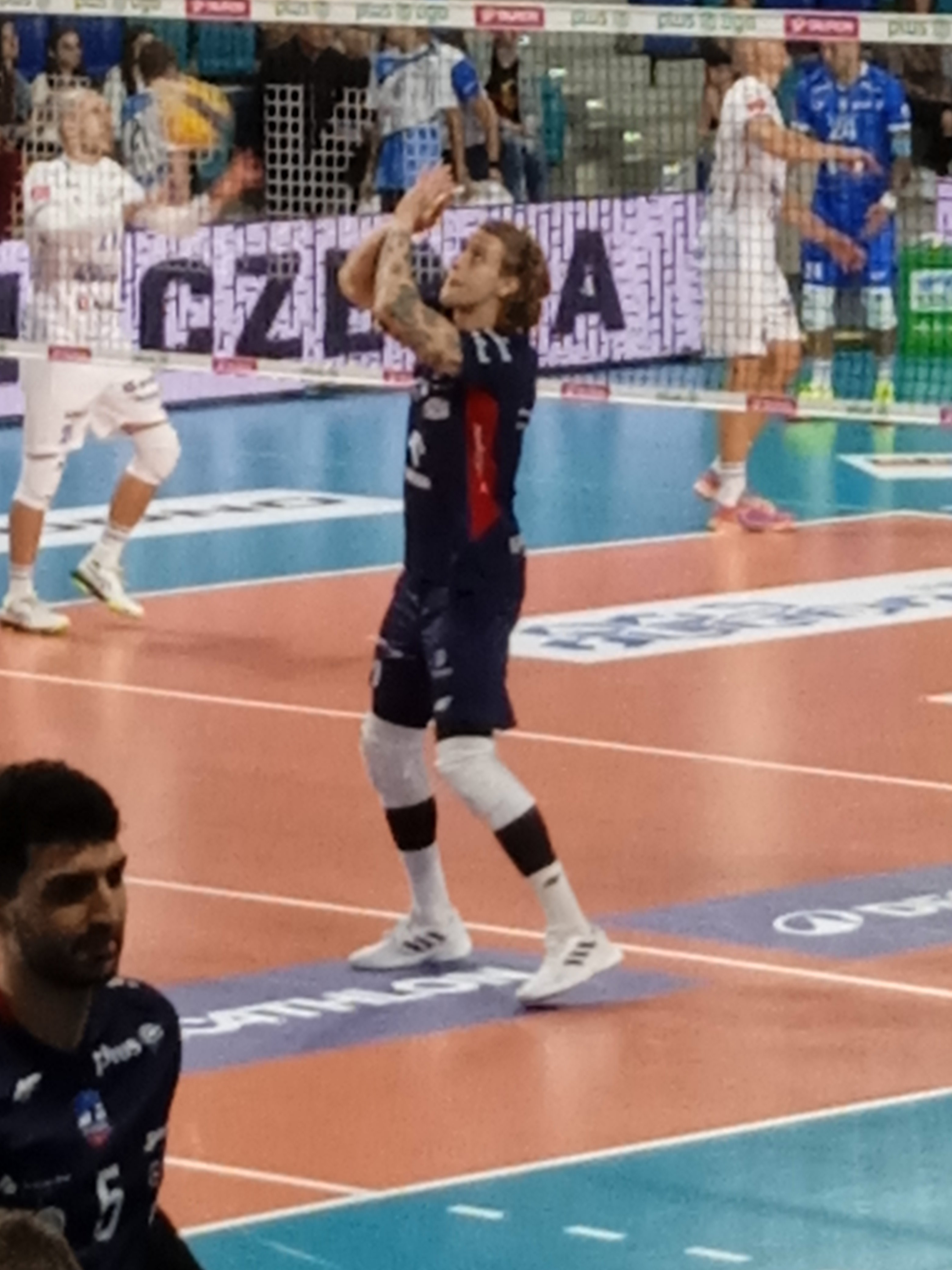
Mateusz Rećko zawodnikiem ZAKSY Kędzierzyn-Koźle

## Sukcesy klubowe

### młodzieżowe
Mistrzostwa Polski Młodzików:
- 2013[12]

Mistrzostwa Polski Kadetów:
- 2015[13]

Mistrzostwa Polski Juniorów:
- 2017[14]
- 2016[15]

### seniorskie
Mistrzostwo I ligi:
- 2018[16], 2024[17]

## Statystyki

### Rozegrane mecze wPlusLidze (2024/2025)[18]
| Tabela przedstawia dotychczasowe rozegrane mecze w drużynie ZAKSA Kędzierzyn-Koźle | Tabela przedstawia dotychczasowe rozegrane mecze w drużynie ZAKSA Kędzierzyn-Koźle | Tabela przedstawia dotychczasowe rozegrane mecze w drużynie ZAKSA Kędzierzyn-Koźle | Tabela przedstawia dotychczasowe rozegrane mecze w drużynie ZAKSA Kędzierzyn-Koźle | Tabela przedstawia dotychczasowe rozegrane mecze w drużynie ZAKSA Kędzierzyn-Koźle | Tabela przedstawia dotychczasowe rozegrane mecze w drużynie ZAKSA Kędzierzyn-Koźle | Tabela przedstawia dotychczasowe rozegrane mecze w drużynie ZAKSA Kędzierzyn-Koźle | Tabela przedstawia dotychczasowe rozegrane mecze w drużynie ZAKSA Kędzierzyn-Koźle | Tabela przedstawia dotychczasowe rozegrane mecze w drużynie ZAKSA Kędzierzyn-Koźle |
| Kolejka                                                                            | Przeciwnik                                                                         | Wynik                                                                              | Punkty                                                                             | Asy serwisowe                                                                      | Skuteczne ataki                                                                    | Punktowe bloki                                                                     | MVP                                                                                |                                                                                    |
| ---------------------------------------------------------------------------------- | ---------------------------------------------------------------------------------- | ---------------------------------------------------------------------------------- | ---------------------------------------------------------------------------------- | ---------------------------------------------------------------------------------- | ---------------------------------------------------------------------------------- | ---------------------------------------------------------------------------------- | ---------------------------------------------------------------------------------- | ---------------------------------------------------------------------------------- |
| 1.                                                                                 | PGE Projekt Warszawa                                                               | 0:3                                                                                | 13                                                                                 | 0                                                                                  | 12                                                                                 | 1                                                                                  |                                                                                    |                                                                                    |
| 2.                                                                                 | Steam Hemarpol Norwid Częstochowa                                                  | 2:3                                                                                | 25                                                                                 | 0                                                                                  | 23                                                                                 | 2                                                                                  |                                                                                    |                                                                                    |
| 3.                                                                                 | Indykpol AZS Olsztyn                                                               | 3:1                                                                                | 25                                                                                 | 0                                                                                  | 20                                                                                 | 5                                                                                  |                                                                                    |                                                                                    |
| 4.                                                                                 | Cuprum Stilon Gorzów S.A.                                                          | 3:1                                                                                | 12                                                                                 | 1                                                                                  | 9                                                                                  | 2                                                                                  |                                                                                    |                                                                                    |
| 5.                                                                                 | Trefl Gdańsk                                                                       | 3:0                                                                                | 21                                                                                 | 0                                                                                  | 19                                                                                 | 2                                                                                  |                                                                                    |                                                                                    |
| 6.                                                                                 | PGE GiEK Skra Bełchatów                                                            | 3:1                                                                                | 18                                                                                 | 0                                                                                  | 18                                                                                 | 0                                                                                  |                                                                                    |                                                                                    |
| 7.                                                                                 | Ślepsk Malow Suwałki                                                               | 2:3                                                                                | 8                                                                                  | 0                                                                                  | 8                                                                                  | 0                                                                                  |                                                                                    |                                                                                    |
| 8.                                                                                 | Bogdanka LUK Lublin                                                                | 0:3                                                                                | 16                                                                                 | 1                                                                                  | 14                                                                                 | 1                                                                                  |                                                                                    |                                                                                    |
| 9.                                                                                 | Nowak-Mosty MKS Będzin                                                             | 3:0                                                                                | 14                                                                                 | 2                                                                                  | 9                                                                                  | 3                                                                                  |                                                                                    |                                                                                    |
| 10.                                                                                | PSG Stal Nysa                                                                      | 3:1                                                                                | 21                                                                                 | 1                                                                                  | 18                                                                                 | 2                                                                                  |                                                                                    |                                                                                    |
| 11.                                                                                | Jastrzębski Węgiel                                                                 | 3:1                                                                                | 17                                                                                 | 2                                                                                  | 11                                                                                 | 4                                                                                  |                                                                                    |                                                                                    |
| 12.                                                                                | Aluron CMC Warta Zawiercie                                                         | 1:3                                                                                | 7                                                                                  | 1                                                                                  | 6                                                                                  | 0                                                                                  |                                                                                    |                                                                                    |
| 13.                                                                                | Barkom-Każany Lwów                                                                 | 3:1                                                                                | 3                                                                                  | 0                                                                                  | 3                                                                                  | 0                                                                                  |                                                                                    |                                                                                    |
| 14.                                                                                | Asseco Resovia Rzeszów                                                             | 3:2                                                                                | 4                                                                                  | 0                                                                                  | 3                                                                                  | 1                                                                                  |                                                                                    |                                                                                    |
| 15.                                                                                | GKS Katowice                                                                       | 3:1                                                                                | 0                                                                                  | 0                                                                                  | 0                                                                                  | 0                                                                                  |                                                                                    |                                                                                    |
| 16.                                                                                | PGE Projekt Warszawa                                                               | 0:3                                                                                | 5                                                                                  | 0                                                                                  | 4                                                                                  | 1                                                                                  |                                                                                    |                                                                                    |
| 17.                                                                                | Steam Hemarpol Norwid Częstochowa                                                  | 3:0                                                                                | 2                                                                                  | 0                                                                                  | 2                                                                                  | 0                                                                                  |                                                                                    |                                                                                    |
| 18.                                                                                | Indykpol AZS Olsztyn                                                               | Mecz zostanie rozegrany 27.02.2025                                                 | Mecz zostanie rozegrany 27.02.2025                                                 | Mecz zostanie rozegrany 27.02.2025                                                 | Mecz zostanie rozegrany 27.02.2025                                                 | Mecz zostanie rozegrany 27.02.2025                                                 | Mecz zostanie rozegrany 27.02.2025                                                 | Mecz zostanie rozegrany 27.02.2025                                                 |
| 19.                                                                                | Cuprum Stilon Gorzów                                                               | 3:1                                                                                | 0                                                                                  | 0                                                                                  | 0                                                                                  | 0                                                                                  |                                                                                    |                                                                                    |
| 20.                                                                                | Trefl Gdańsk                                                                       | 3:1                                                                                | Nie grał                                                                           | Nie grał                                                                           | Nie grał                                                                           | Nie grał                                                                           | Nie grał                                                                           |                                                                                    |
| 21.                                                                                | PGE GiEK Skra Bełchatów                                                            | 3:2                                                                                | Nie grał                                                                           | Nie grał                                                                           | Nie grał                                                                           | Nie grał                                                                           | Nie grał                                                                           |                                                                                    |
| 22.                                                                                | Ślepsk Malow Suwałki                                                               | 3:1                                                                                | Nie grał                                                                           | Nie grał                                                                           | Nie grał                                                                           | Nie grał                                                                           | Nie grał                                                                           |                                                                                    |
| 23.                                                                                | Bogdanka LUK Lublin                                                                | 3:2                                                                                | Nie grał                                                                           | Nie grał                                                                           | Nie grał                                                                           | Nie grał                                                                           | Nie grał                                                                           |                                                                                    |
| 24.                                                                                | Nowak-Mosty MKS Będzin                                                             | 3:0                                                                                | Nie grał                                                                           | Nie grał                                                                           | Nie grał                                                                           | Nie grał                                                                           | Nie grał                                                                           |                                                                                    |
| 25.                                                                                | PSG Stal Nysa                                                                      | 3:2                                                                                | 18                                                                                 | 1                                                                                  | 16                                                                                 | 1                                                                                  |                                                                                    |                                                                                    |
| 26.                                                                                | JSW Jastrzębski Węgiel                                                             | 0:3                                                                                | 0                                                                                  | 0                                                                                  | 0                                                                                  | 0                                                                                  |                                                                                    |                                                                                    |

### Najlepsze rozegrane mecze przez Mateusza Rećko wI lidze[19]
| Tabela przedstawia najwięcej zdobytych powyżej 20 punktów przez Mateusza Rećko w następujących meczach I ligi w sezonie 2018/2019 i w latach 2020-2024 | Tabela przedstawia najwięcej zdobytych powyżej 20 punktów przez Mateusza Rećko w następujących meczach I ligi w sezonie 2018/2019 i w latach 2020-2024 | Tabela przedstawia najwięcej zdobytych powyżej 20 punktów przez Mateusza Rećko w następujących meczach I ligi w sezonie 2018/2019 i w latach 2020-2024 | Tabela przedstawia najwięcej zdobytych powyżej 20 punktów przez Mateusza Rećko w następujących meczach I ligi w sezonie 2018/2019 i w latach 2020-2024 | Tabela przedstawia najwięcej zdobytych powyżej 20 punktów przez Mateusza Rećko w następujących meczach I ligi w sezonie 2018/2019 i w latach 2020-2024 | Tabela przedstawia najwięcej zdobytych powyżej 20 punktów przez Mateusza Rećko w następujących meczach I ligi w sezonie 2018/2019 i w latach 2020-2024 | Tabela przedstawia najwięcej zdobytych powyżej 20 punktów przez Mateusza Rećko w następujących meczach I ligi w sezonie 2018/2019 i w latach 2020-2024 | Tabela przedstawia najwięcej zdobytych powyżej 20 punktów przez Mateusza Rećko w następujących meczach I ligi w sezonie 2018/2019 i w latach 2020-2024 | Tabela przedstawia najwięcej zdobytych powyżej 20 punktów przez Mateusza Rećko w następujących meczach I ligi w sezonie 2018/2019 i w latach 2020-2024 |
| Klub | Sezon | Część rozgrywek | Przeciwnik | Wynik | Punkty | Asy serwisowe | Skuteczne ataki | Punktowe bloki |
| --- | --- | --- | --- | --- | --- | --- | --- | --- |
| Polski Cukier Avia Świdnik | I liga (2021/2022) | faza zasadnicza, 30. kolejka | AZS AGH Kraków | 3:2 | 32 | 2 | 28 | 2 |
| Polski Cukier Avia Świdnik | I liga (2022/2023) | faza zasadnicza, 6. kolejka | PSG KPS Siedlce | 2:3 | 29 | 1 | 26 | 2 |
| Polski Cukier Avia Świdnik | I liga (2022/2023) | faza zasadnicza, 2. kolejka | MKS Będzin | 3:2 | 27 | 1 | 23 | 3 |
| Polski Cukier Avia Świdnik | I liga (2022/2023) | faza zasadnicza, 15. kolejka | Olimpia Sulęcin | 3:1 | 26 | 1 | 24 | 1 |
| Polski Cukier Avia Świdnik | I liga (2022/2023) | faza zasadnicza, 20. kolejka | KS Lechia Tomaszów Mazowiecki | 2:3 | 26 | 2 | 22 | 2 |
| Polski Cukier Avia Świdnik | I liga (2021/2022) | faza zasadnicza, 24. kolejka | Chemeko-System Gwardia Wrocław | 1:3 | 26 | 0 | 22 | 4 |
| Polski Cukier Avia Świdnik | I liga (2020/2021) | faza zasadnicza, 21. kolejka | Olimpia Sulęcin | 3:1 | 26 | 1 | 25 | 0 |
| Polski Cukier Avia Świdnik | I liga (2020/2021) | faza zasadnicza, 27. kolejka | KKS Mickiewicz Kluczbork | 3:1 | 26 | 2 | 20 | 4 |
| Buskowianka Kielce | I liga (2018/2019) | faza zasadnicza, 11. kolejka | Olimpia Sulęcin | 3:1 | 26 | 2 | 19 | 5 |
| Buskowianka Kielce | I liga (2018/2019) | faza zasadnicza, 25. kolejka | MCKiS Jaworzno | 3:1 | 26 | 1 | 23 | 2 |
| MKS Będzin | I liga (2023/2024) | faza zasadnicza, 23. kolejka | Bogdanka Arka Chełm | 3:2 | 25 | 2 | 21 | 2 |
| MKS Będzin | I liga (2023/2024) | finał, 1. mecz finałowy | BBTS Bielsko-Biała | 3:1 | 25 | 2 | 20 | 3 |
| Polski Cukier Avia Świdnik | I liga (2022/2023) | faza zasadnicza, 12. kolejka | Exact Systems Norwid Częstochowa | 2:3 | 25 | 3 | 18 | 4 |
| Polski Cukier Avia Świdnik | I liga (2021/2022) | faza zasadnicza, 22. kolejka | SMS PZPS Spała | 3:2 | 25 | 2 | 22 | 1 |
| Polski Cukier Avia Świdnik | I liga (2021/2022) | faza zasadnicza, 11. kolejka | Exact Systems Norwid Częstochowa | 3:1 | 24 | 1 | 18 | 5 |
| Polski Cukier Avia Świdnik | I liga (2021/2022) | faza zasadnicza, 21. kolejka | BBTS Bielsko-Biała | 3:2 | 24 | 3 | 18 | 3 |
| MKS Będzin | I liga (2023/2024) | faza zasadnicza, 1. kolejka | KS Lechia Tomaszów Mazowiecki | 3:1 | 23 | 2 | 20 | 1 |
| Polski Cukier Avia Świdnik | I liga (2022/2023) | faza zasadnicza, 24. kolejka | Krispol Września | 1:3 | 23 | 3 | 19 | 1 |
| Polski Cukier Avia Świdnik | I liga (2021/2022) | faza zasadnicza, 26. kolejka | KKS Mickiewicz Kluczbork | 3:2 | 23 | 1 | 20 | 2 |
| Polski Cukier Avia Świdnik | I liga (2021/2022) | faza zasadnicza, 5. kolejka | MKS Będzin | 3:1 | 22 | 3 | 17 | 2 |
| Polski Cukier Avia Świdnik | I liga (2021/2022) | faza zasadnicza, 19. kolejka | Legia Warszawa | 3:1 | 22 | 2 | 16 | 4 |
| Polski Cukier Avia Świdnik | I liga (2020/2021) | faza zasadnicza, 4. kolejka | KS Lechia Tomaszów Mazowiecki | 3:1 | 22 | 2 | 18 | 2 |
| MKS Będzin | I liga (2023/2024) | faza zasadnicza, 11. kolejka | PSG KPS Siedlce | 1:3 | 21 | 1 | 18 | 2 |
| Polski Cukier Avia Świdnik | I liga (2022/2023) | faza zasadnicza, 4. kolejka | BAS Białystok | 3:1 | 21 | 0 | 16 | 5 |
| Polski Cukier Avia Świdnik | I liga (2022/2023) | faza zasadnicza, 8. kolejka | Legia Warszawa | 3:0 | 21 | 0 | 18 | 3 |
| Polski Cukier Avia Świdnik | I liga (2022/2023) | faza zasadnicza, 25. kolejka | MKST Astra Nowa Sól | 3:0 | 21 | 1 | 19 | 1 |
| Polski Cukier Avia Świdnik | I liga (2021/2022) | faza zasadnicza, 25. kolejka | Exact Systems Norwid Częstochowa | 3:1 | 21 | 3 | 12 | 6 |